# Gao Min
Gao Min, (Zigong, 7 de setembro de 1970) foi uma saltadora ornamental chinesa que competiu em provas de saltos ornamentais por seu país.
Gao é a detentora de duas medalhas olímpicas, conquistadas em duas edições diferentes. Na primeira, os Jogos de Seoul, em 1988, na Coreia do Sul, foi a medalhista de ouro no trampolim de 3 m, resultado este atingido pela segunda vez seguida, quatro anos mais tarde, nos Jogos de Barcelona. Em campeonatos mundiais, também é bicampeã do trampolim de 3 m, resultado obtido nas edições de Perth em 1991 e Madri em 1996. Neste aparelho, foi a primeira campeã chinesa.